# Robert Baldwin Ross

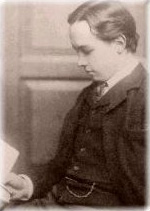
Robert Ross mit 24 Jahren

Robert Baldwin „Robbie“ Ross (* 25. Mai 1869 in Tours; † 5. Oktober 1918) war Journalist und Kunstkritiker. Dauerhafte Bekanntheit erlangte er vor allem als zeitweiliger Lebensgefährte, enger Freund und Nachlassverwalter von Oscar Wilde.

## Leben
Robert Ross wurde als jüngstes von fünf Kindern in Tours geboren, wohin seine aus Toronto stammenden Eltern vier Jahre vor seiner Geburt gekommen waren. Seine Mutter Eliza hatte sich vom französischen Klima eine Besserung ihrer Gesundheit erhofft und sein Vater schätzte die Nähe zu England, wohin er geschäftliche Verbindungen unterhielt. Kurz nach der Geburt ihres Sohnes kehrten sie wieder nach Toronto zurück, wo John Ross bereits 1871 verstarb. Da er in seinem Testament festgelegt hatte, dass seine Kinder in England ausgebildet werden sollten, veräußerte seine Witwe ihren kanadischen Besitz und zog mit den Kindern nach London.
Dort lernte Robert Ross Oscar Wilde kennen, als dessen erster Geliebter er gilt. Bekannt ist Ross zudem vor allem als Verwalter des Nachlasses von Oscar Wilde.
Oscar Wilde war mit Constance Lloyd verheiratet, als er den 17-Jährigen das erste Mal sah. Robert Ross erzählte später, er sei der Erste gewesen, „der Oscar gehabt hat“.
Als sich Oscar Wilde in Lord Alfred Douglas verliebte, bedeutete dies das Ende der engen Beziehung mit Ross. Trotzdem blieb Ross sein Lektor, kümmerte sich in mühseliger Arbeit um seinen Nachlass und veröffentlichte nach Wildes Tod unter anderem De Profundis, das dieser in seiner Zeit im Gefängnis verfasst hatte.
1950, am 50. Jahrestag von Oscar Wildes Tod, wurde die Asche von Ross in das Grabmal von Oscar Wilde auf dem Pariser Friedhof Père-Lachaise überführt, das der Bildhauer Jacob Epstein 1908 bis 1912 im Auftrag von Ross geschaffen hatte.